# Selver Hodžić
Pour les articles homonymes, voir Hodžić.
Selver Hodžić, né le 12 octobre 1978 à Brčko, est un footballeur bosnien. Il évoluait au poste de défenseur. 
Il joue longtemps dans les championnats suisses, comptant plus 100 matchs en Axpo Super League, mais également de nombreux matchs de Challenge League et de Coupe de Suisse. Il compte également 17 matchs européens : 9 matchs de Ligue des champions, 2 matchs de Coupe UEFA et 6 matchs de Coupe Intertoto.

## Biographie
Hodžić arrive en Suisse en tant que réfugié de la guerre en 1993. Il joue pour le club de Zug 94 jusqu'en 1999, après quoi Hodžić joue pour différents clubs suisses avant de signer avec le FC Thoune en 2002. Selver Hodžić prouve sa valeur en tant que défenseur central, qui est, selon les experts de football, « une présence fiable au dos, fort dans l'air et difficile dans les duels.[réf. nécessaire] »
Le 27 septembre 2005, lors d'un match de Ligue des champions, Selver Hodžić devient le héros du FC Thoune, avec un but spectaculaire à la 89e minute contre les champions de Tchéquie, le Sparta Prague.
Le 25 juin 2007, le joueur signe un contrat de deux ans avec l'équipe israélienne de Bnei Yehuda Tel Aviv. À la fin de la saison, il retourne en Suisse, à Neuchâtel Xamax. Le 23 juin 2010, il signe pour un an au FC Lugano, qui vient de descendre en seconde division.
Le 1er juillet 2013, il prend sa retraite de joueur et devient l’entraîneur adjoint du FC Lucerne.

### Reconversion
Il devient entraineur dans les équipes jeunes du FC Lucerne entre 2013 et 2017 avant de devenir l'entraineur du SC Buochs en cinquième division Suisse entre 2017 et 2019.
Après avoir entrainé l'équipe féminine du FC Aarau pour la saison 2021-2022, il devient en janvier 2023 l'adjoint d'Inka Grings à la tête de la sélection Suisse.
En mars 2024, il est nommé sélectionneur de l'équipe féminine de Bosnie-Herzégovine.